# Église Sainte-Foy de Conches-en-Ouche
Pour les articles homonymes, voir Église Sainte-Foy.
L'église Sainte-Foy est une église catholique située à Conches-en-Ouche, en France.

## Localisation
L'église est située dans le département français de l'Eure, sur la commune de Conches-en-Ouche.

## Historique
L'édifice est classé au titre des monuments historiques depuis 1840.
Le chœur de l’église de style gothique flamboyant (voûtes divisées par des liernes et des tiercerons dont les moulures prismatiques retombent le long des piles qui séparent les fenêtres) au chevet à sept pans date de la fin du XVe siècle – XVIe siècle. Cet édifice a entièrement été reconstruit au 16e siècle, dans un style gothique flamboyant. La tour méridionale est coiffée d’une flèche de cinquante-six mètres de hauteur qui est la copie exacte de celle qui s’écrasa, un soir de tempête en 1842. Les vitraux de Sainte-Foy de Conches constituent un des exemples les plus remarquables de l’art verrier du milieu du XVIe siècle en Normandie ; Romain Buron, élève d'Engrand Leprince, est l'un des auteurs de ces vitraux. On y trouve également la pierre tombale de Guillaume de Conches datant du XIIe siècle. L'église a souffert de la tempête de la fin de 1999. De nombreuses réparations ont été entreprises, notamment sur la toiture.